# Częstkowo (powiat kościerski)
Częstkowo (kaszb. Czãstkòwò lub też Cząstkòwò, niem. Zinsgau, dawniej Czenstkowo) – wieś kaszubska w Polsce na Pojezierzu Kaszubskim położona w województwie pomorskim, w powiecie kościerskim, w gminie Kościerzyna. Wieś jest siedzibą sołectwa Częstkowo o powierzchni 823,69 ha, w którego skład wchodzą również miejscowości Fingrowa Huta i Ludwikowo. Łącznie sołectwo zamieszkuje 170 osób.
W latach 1975–1998 miejscowość należała administracyjnie do województwa gdańskiego.